# Jugoslawien beim Eurovision Young Musicians
Übertragende Rundfunkanstalt

Erste Teilnahme
1986
Bisher letzte Teilnahme
1992
Anzahl der Teilnahmen
4
Höchste Platzierung
k. A.
Dieser Artikel befasst sich mit der Geschichte Jugoslawiens als Teilnehmer des Wettbewerbs Eurovision Young Musicians.

## Regelmäßigkeit der Teilnahme und Erfolg im Wettbewerb
Jugoslawien nahm 1986 erstmals am Eurovision Young Musicans teil. Der Pianist Aleksandar Madžar erreichte dabei auf Anhieb das Finale, verpasste jedoch eine Platzierung unter den besten drei. Dies sollte zugleich das beste Ergebnis des Landes bleiben, denn bei allen nachfolgenden Teilnahmen schied das Land bereits im Halbfinale aus.
Da das Land bereits 1992 nicht mehr in seiner ursprünglichen Version mit den einzelnen Teilrepubliken existierte, waren 1994 Beiträge aus Kroatien, Slowenien und Mazedonien als neue Eurovisionsteilnehmer vertreten. Die aus Serbien und Montenegro neu gebildete Bundesrepublik Jugoslawien unterlag von 1993 bis 2003 einer Sperre der EBU und durfte am Eurovision Young Musicians nicht teilnehmen. Nach der Gründung von Serbien und Montenegro durften die beiden ehemaligen jugoslawischen Teilrepubliken 2006 am Wettbewerb teilnehmen.

## Liste der Beiträge
Farblegende: – 1. Platz. – 2. Platz. – 3. Platz. – ausgeschieden im Halbfinale/in der Qualifikation. – keine Teilnahme/nicht qualifiziert.
| Jahr                                                                            | Interpret                                  | Instrument                                 | Stücke                                                                           | Platz Finale                               | Platz Halbfinale                           | Nationale Vorentscheidung                  |
| ------------------------------------------------------------------------------- | ------------------------------------------ | ------------------------------------------ | -------------------------------------------------------------------------------- | ------------------------------------------ | ------------------------------------------ | ------------------------------------------ |
| 1986                                                                            | Aleksandar Madžar                          | Klavier                                    | Piano Concerto n.4 G major, op.58, 2nd and 3rd movements by Ludwig van Beethoven | k. A / 5                                   | k. A. / 15                                 |                                            |
| 1988                                                                            | Violeta Smailovic                          | Violine                                    | Violin Concerto No. 3 in C, Op. 61 von Camille Saint-Saëns                       | Ausgeschieden                              | k. A. / 16                                 |                                            |
| 1990                                                                            | Dejan Božić                                | Cello                                      | Cello Concerto in h-Moll, Op. 104 von Antonín Dvořák                             | Ausgeschieden                              | k. A. / 18                                 |                                            |
| 1992                                                                            | Ognjen Popović                             | Klarinette                                 | unbekannt                                                                        | Ausgeschieden                              | k. A. / 18                                 |                                            |
| 1994 1996 1998 2000 2002 2004 2006 2008 2010 2012 2014 2016 2018 2020 2022 2024 | Sperre durch die EBU Zerfall und Auflösung | Sperre durch die EBU Zerfall und Auflösung | Sperre durch die EBU Zerfall und Auflösung                                       | Sperre durch die EBU Zerfall und Auflösung | Sperre durch die EBU Zerfall und Auflösung | Sperre durch die EBU Zerfall und Auflösung |